# Karl Becker (Politiker, 1909)

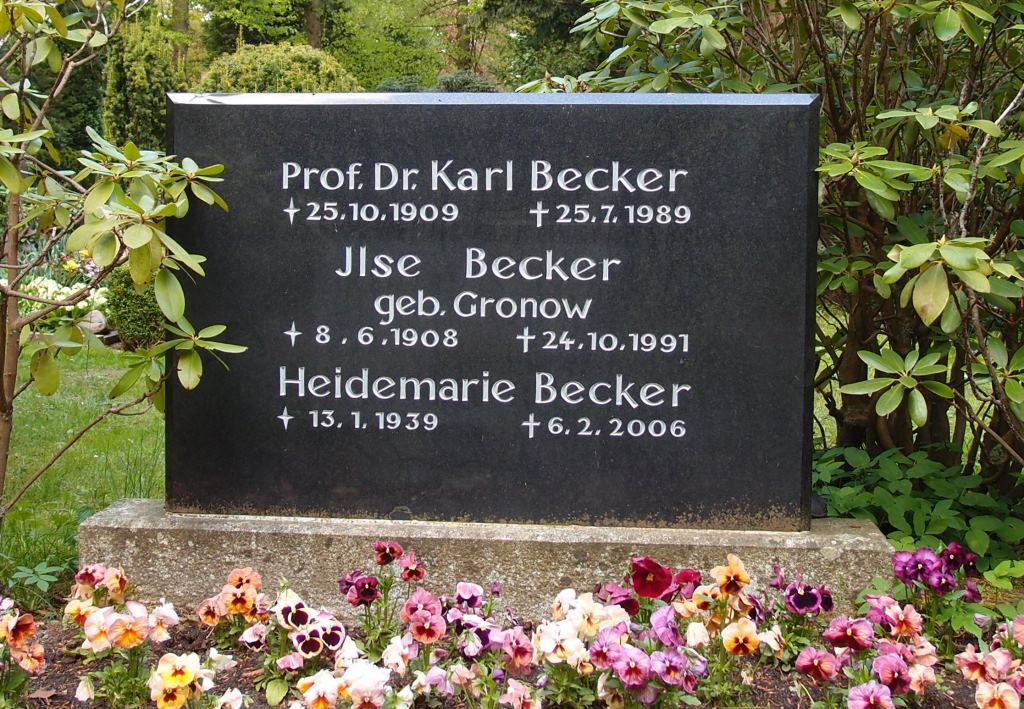
Beckers Grab, Südfriedhof (Kiel)

Karl Becker (* 25. Oktober 1909 in Lübz; † 25. Juli 1989) war ein deutscher Politiker (SPD).

## Leben
Becker wurde in Lübz (Mecklenburg) geboren und legte das Abitur an der Oberrealschule in Rostock ab. Er studierte an der Universität Wien und der Universität Rostock Staatswissenschaften. Er wurde 1933 zum Dr. rer. pol. promoviert und war anschließend an einer Wirtschaftsberatungsstelle in Rostock und der Hauptvereinigung der Deutschen Getreide- und Futtermittelwirtschaft in Berlin tätig. Während des Zweiten Weltkriegs war Becker von 1941 bis 1945 bei der Wehrmacht. Er trat 1945 der SPD bei und war ab 1945 Regierungsdirektor bei der Regierung des Landes Mecklenburg. 1948 wechselte er zur Landesregierung von Schleswig-Holstein.
1949 wurde er Vorstandsmitglied der Schleswig-Holsteinischen Landgesellschaft mit Sitz in Kiel, für die er bis 1971 tätig war. Daneben war Becker ab 1967 Lehrbeauftragter an der Universität Hamburg im Fachbereich Wirtschaftswissenschaften. 1967 wurde Becker über die Landesliste der SPD Schleswig-Holstein in den Landtag Schleswig-Holstein gewählt. Das Mandat errang er erneut 1971 über die Landesliste. Er gehörte dem Landtag bis 1975 an. Becker war Mitglied mehrerer Landtagsausschüsse. Darunter waren der Ausschuss für Ernährung, Landwirtschaft und Forsten, der Ausschuss für Heimatvertriebene, der Landesplanungsausschuss, dessen Vorsitzender er zeitweilig war, und der Sonderausschuss Gebietsreform. Er nahm an der Wahl des deutschen Bundespräsidenten 1969 teil.
Becker war verheiratet und hatte zwei Kinder.

## Ehrungen
- Bundesverdienstkreuz 1. Klasse (1972)